# Elton Doku
Elton Doku (Croia, 1º ottobre 1986) è un ex calciatore albanese, di ruolo centrocampista.

## Palmarès

### Club

#### Competizioni nazionali
- Coppa d'Albania: 1

Laçi: 2014-2015
- Supercoppa d'Albania: 1

Laçi: 2015